# Zabójczy warunek
Zabójczy warunek (ang. Oxygen) – amerykański film kryminalny z 1999 roku. W rolach głównych Adrien Brody i Maura Tierney.

## Obsada
- Adrien Brody: Harry
- Maura Tierney: Madeline Foster
- Paul Calderon: Jessie
- James Neugton: Clark Hannon
- Dylan Baker: Jackson Lantham
- Terry Kinney: Tim
- Olek Krupa: kochanek Madeline
- Frankie Fainson: Phil Kline
- Slavko Stimac: Jerome Jerry
- J.C. Quinn: Chris Canty

## Fabuła
Nowy Jork. Żona znanego kolekcjonera sztuk zostaje uprowadzona. Porywacz o imieniu Harry żąda milion dolarów okupu. Mimo że dostaje żądane pieniądze, nie zamierza wypuścić zakładniczki. Przestępca zostaje aresztowany, ale nie chce powiedzieć gdzie ukrył porwaną. Wiadomo jedynie że Harry zakopał swoją ofiarę żywcem, a zapas tlenu wystarczy jej wyłącznie na dobę. Uzależniona od alkoholu i narkotyków policjantka, Madeline Foster i jej partner, Jessie mają więc 24 godziny na to by odnaleźć kobietę.